# Gawriłowo (rejon wołogodzki)
Gawriłowo (ros. Гаврилово) – wieś w Rosji, w rejonie wołogodzkim obwodu wołogodzkiego. W 2002 r. liczyła 4 mieszkańców, a w 2010 r. była niezamieszkana.